# Zasłonak fioletowy

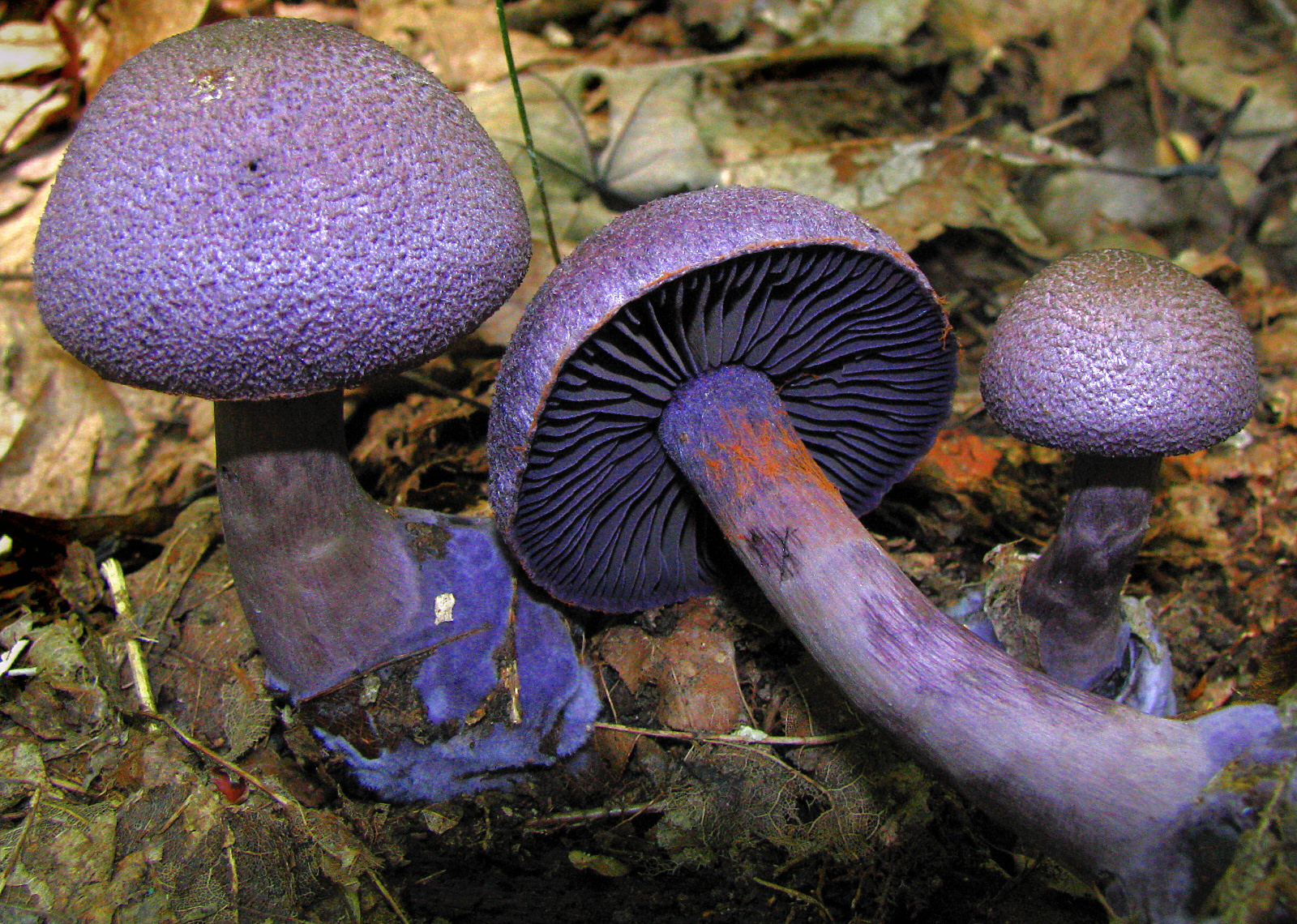
Na trzonie i kapeluszu widoczne resztki pomarańczowej zasnówki

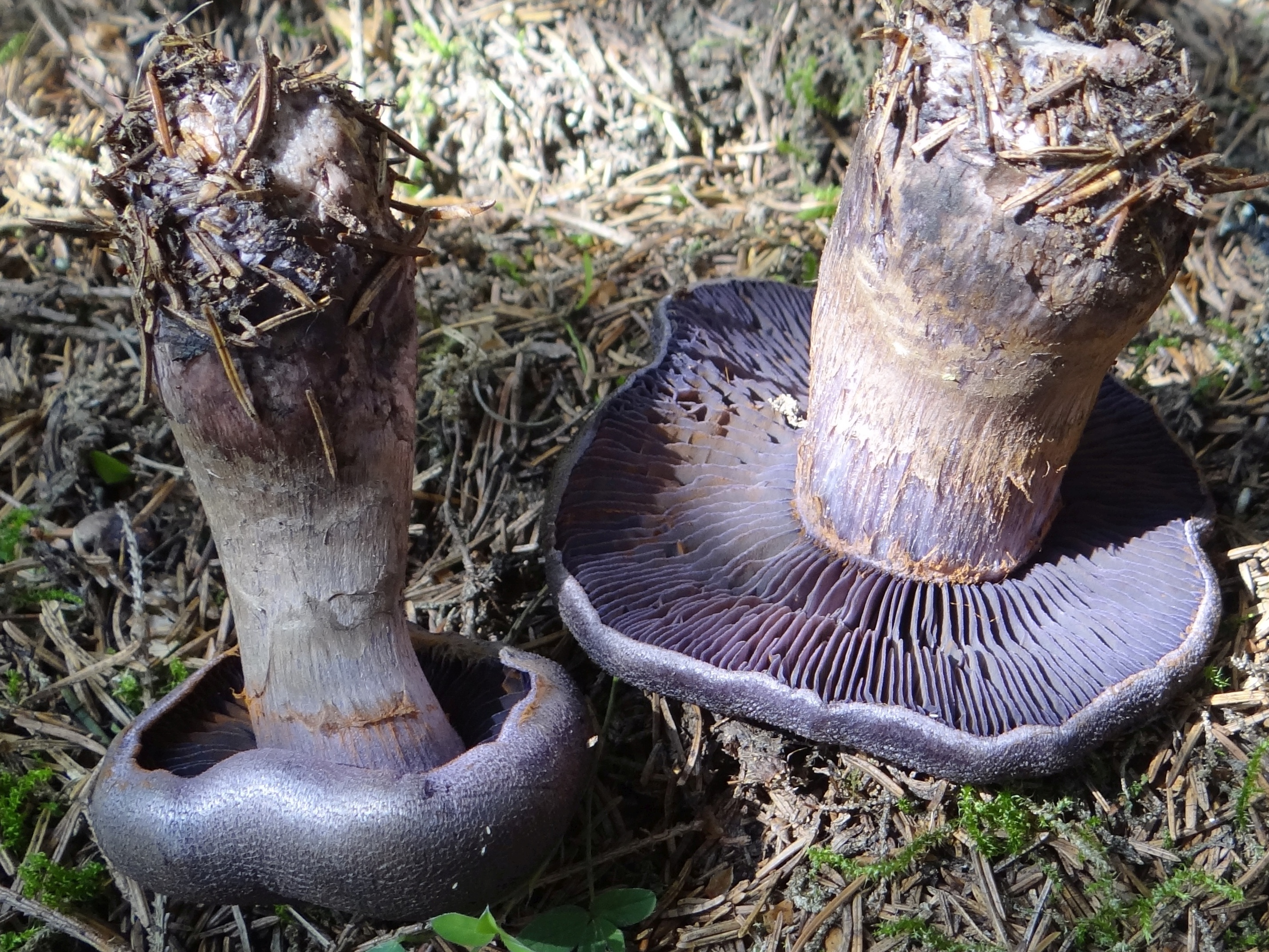

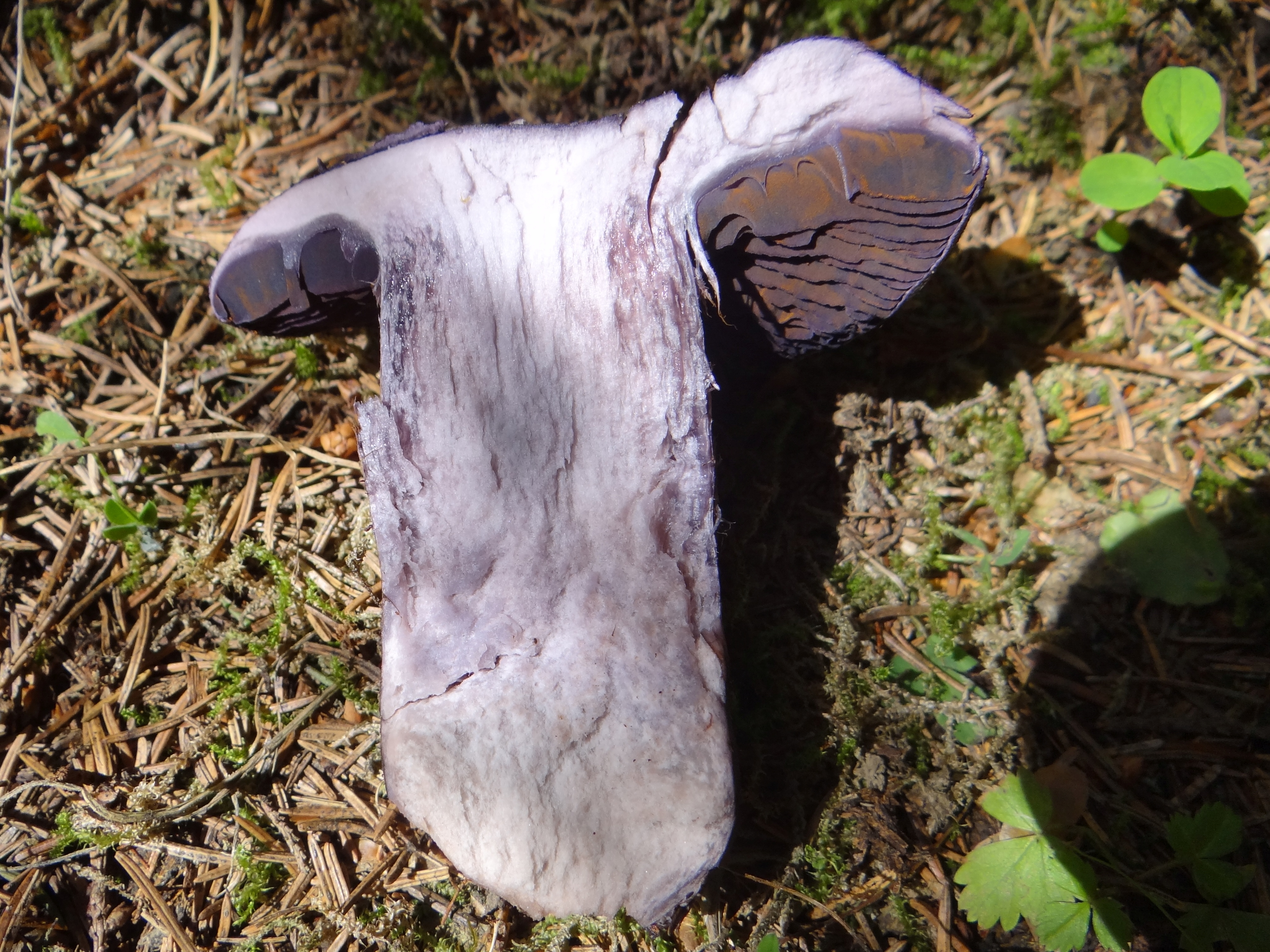
Przekrój owocnika

Zasłonak fioletowy (Cortinarius violaceus (L.) Gray) – gatunek grzybów z rodziny zasłonakowatych (Cortinariaceae).

## Systematyka i nazewnictwo
Pozycja w klasyfikacji według Index Fungorum: Cortinarius, Cortinariaceae, Agaricales, Agaricomycetidae, Agaricomycetes, Agaricomycotina, Basidiomycota, Fungi.
Po raz pierwszy takson ten zdiagnozował w 1753 r. Karol Linneusz, nadając mu nazwę Agaricus violaceus. Obecną, uznaną przez Index Fungorum nazwę nadał mu w 1821 r. Samuel Frederick Gray. Synonimy naukowe:
- Agaricus violaceus L. 1753
- Agaricus violaceus var. elegans Pers. 1800
- Agaricus violaceus var. opacus Pers. 1800
- Agaricus violaceus L. 1753 var. violaceus
- Amanita araneosa var. violaceus (L.) Lam. 1783
- Cortinarius violaceus (L.) Gray 1821 subsp. violaceus
- Cortinarius violaceus (L.) Gray 1821 var. violaceus
- Gomphos violaceus (L.) Kuntze 1898
- Inoloma violaceum (L.) Wünsche 1877

Nazwę polską podał Andrzej Nespiak w 1975 r. W polskim piśmiennictwie mykologicznym gatunek ten opisywany był też jako tabakierka, tłuściocha, tłustocha.

## Morfologia
Kapelusz
Średnica przeciętnie od 4 do 15 cm< Młode egzemplarze mają owocniki o intensywnej, niebieskofioletowej barwie z lekko metalicznym połyskiem. U starszych egzemplarzy kolor brązowy z fioletowym odcieniem. Powierzchnia ziarnista, sucha, aksamitna. Kształt półkolisty do płaskiego u starszych.
Blaszki
Rozstaw dość mocno zróżnicowany w tym gatunku, od rzadkiego do umiarkowanie gęstego, szerokie i szeroko przyrośnięte, barwy od fioletowej u młodych osobników, poprzez fioletowobrązową do ciemnobrązowej u starszych. Ostrza blaszek pokryte kosmkami (dostrzec to można tylko pod lupą).
Trzon
Wysokość 8–12 cm, grubość 1–3 cm. Kształt pałkowaty z wyraźnie zgrubiałą podstawą (osiąga grubość ok. 4 cm). U młodych okazów pełny, u starszych pusty wewnątrz. Powierzchnia łuskowata, ciemnofioletowa, a podczas suchej pogody niemal czarna. U młodych okazów otoczony jest zasnówka, która jednak szybko zanika.
Miąższ
Barwa od jasno- do ciemnofioletowej, o łagodnym smaku i cedrowym zapachu. Zasada barwi miąższ na czerwono, kwas na zielonkawo.
Wysyp zarodników
Brązowy.
Cechy mikroskopowe
Zarodniki migdałowatte lub elipsoidalne, drobno brodawkowate, o średnicy 11,5–13,5 × 7–9 µm. Cheilocystydy duże, z fioletową treścią, co wśród zasłonaków jest cechą charakterystyczną tylko dla tego gatunku.
Gatunki podobne
- zasłonak wonny (Cortinarius traganus), który ma blaszki ochrowe, później rdzawobrązowe, miąższ szafranowoochrowy i nieprzyjemny zapach acetylenu[5].
- zasłonak hercyński (Cortinarius hercynicus), czasami uważany za podgatunek zasłonaka fioletowego[2]. Występuje pod świerkami i sosnami, ma szersze zarodniki[6].

## Występowanie i siedlisko
Występuje na niektórych wyspach i wszystkich kontynentach poza Afryką i Antaktydą. W Polsce gatunek rzadki. Znajduje się na Czerwonej liście roślin i grzybów Polski. Ma status V – narażony na wyginięcie. Znajduje się na listach gatunków zagrożonych także w Belgii, Niemczech, Danii, Anglii, Holandii.
Rośnie na ziemi w lasach liściastych i mieszanych, pojedynczo lub w niewielkich grupach w okresie letnio-jesiennym (od sierpnia do października). Rośnie głównie pod bukami, brzozami, na glebach kwaśnych lub zasadowych. Spotykany jest głównie w górach.

## Znaczenie
Grzyb mykoryzowy. Nie jest trujący, jest jednak mało smaczny, a po ugotowaniu staje się gorzkawy. W Polsce uważany jest za grzyb niejadalny. Ze względu na rzadkość występowania zasługuje na ochronę, na Słowacji jest gatunkiem chronionym.